# Sophora gypsophila
Sophora gypsophila là một loài thực vật có hoa trong họ Đậu. Loài này được B.L.Turner & A.M.Powell miêu tả khoa học đầu tiên.